# Muniz Freire (ort)
Muniz Freire är en ort i Brasilien.   Den ligger i kommunen Muniz Freire och delstaten Espírito Santo, i den sydöstra delen av landet, 900 km sydost om huvudstaden Brasília. Muniz Freire ligger 555 meter över havet och antalet invånare är 8 312.
Terrängen runt Muniz Freire är huvudsakligen kuperad, men åt nordväst är den bergig. Närmaste större samhälle är Iúna, 18,3 km nordväst om Muniz Freire.
Omgivningarna runt Muniz Freire är huvudsakligen savann. Runt Muniz Freire är det glesbefolkat, med 19 invånare per kvadratkilometer.